# Ermita de Coll del Alba
La ermita de Coll del Alba (en catalán: ermita de Coll de l'Alba) es una ermita de Tortosa, perteneciente a la comarca catalana del Bajo Ebro en la provincia de Tarragona. Está protegida como Bien Cultural de Interés Local e inventariada por el Patrimonio Catalán Arquitectónico.

## Historia
El lugar era conocido en la Edad Media como «Coll de l'Alma». Se trataba de una parada obligatoria en el viaje de Valencia a Barcelona, de ahí su importancia. Posiblemente en primer lugar existió la torre, que permitió la construcción de la iglesia posterior. Era también lugar estratégico de defensa por ser éste el camino que seguían siempre los ejércitos extranjeros y ha sido zona de lucha avanzada en todos los ataques a Tortosa.
La ermita se edificó hacia 1440, como demuestran los documentos conocidos. El pequeño templo fue ampliado en el siglo XVI y la cubierta de la sacristía -todavía conservada- fue construida por el maestro Marc Tarrós en 1611. La interesante escultura gótica del conjunto ha sido atribuida al escultor y arquitecto Pere Garçó, natural de Saboya y documentado en Tortosa y Barcelona durante las décadas de 1450 y 1460.
En un principio se realizaban romerías para pedir agua, lo que determinó una gran devoción en ella. Era también venerada como protectora de los navegantes. En 1450 el Cabildo dispuso que parte de las ofrendas que se le hicieran se destinaran a la sacristía de la catedral de Tortosa. En el siglo XVIII, el Cabildo catedralicio tenía reservada habitación en la ermita.

## Descripción
La ermita toma el nombre del lugar donde se encuentra, a unos 10 km de Tortosa por el antiguo camino desde esta ciudad a Tarragona. El tramo inmediato en Tortosa es conocido como «carretera Simpática».
Consta de iglesia y hospedería, aunque actualmente no viven ermitaños. Todos los sectores de la estructura del edificio son medievales, con numerosas modificaciones posteriores. Se encuentran adosadas y conforman un perímetro, en principio tendente al cuadrado, pero posteriormente alterado por haber añadido un porche en la fachada de la iglesia. El exterior medieval tiene aún carácter de fortificación, con muros gruesos de escasas aberturas, en forma de aspillera, especialmente en el sector del presbiterio y contiguo a la hospedería.
La iglesia es de planta rectangular, con una nave de bóveda de medio cañón y ábside también cuadrado con bóveda gallonada sobre trompas. Las ménsulas que sostienen los arcos siguen modelo gótico. En el sector contiguo al presbiterio se abren dos capillas a la nave, determinadas por una arco de triunfo de tipo barroco. En el tramo de los pies había un coro, ahora derribado para rehacerlo. En el exterior, la iglesia se abre mediante un porche gótico de cinco arcos apuntados sobre esbeltas columnas de capitel prismático. Posteriormente se añadió otro porche delante, determinado por un gran arco escarzano. La sacristía se ve rehecha de época barroca; se encuentra muy deteriorada la hornacina con encuadre decorativo de yesería.
La hospedería, en el lado norte, mantiene en el exterior la apariencia de fortificación en el extremo posterior: parece la base de una torre. La parte delantera y el interior han sido bastante alterados modernamente. Son interesantes las decoraciones de los canecillos del porche, realizados con pintura, bastante desaparecida.